# Томонд
Томонд (англ. Kingdom of Thomond, ирл. Tuadhmhumhain) — историческое королевство на юго-западе Ирландии, позднее графство в провинции Манстер.

## Исторический очерк
Королевство, затем графство Томонд, охватывало территорию современных ирландских графств Клэр, Лимерик, Керри и Типперэри, и просуществовало с 1118 до 1543 год.
В 1118 году королевство Мунстер разделилось на Томонд (Северный Мунстер) и Десмонд (Южный Мунстер). В 1543 году последний король Томонда Мурхад Каррах О’Брайен (1539—1543) получил от короля Англии Генриха VIII Тюдора титул графа Томонда.

## Список королей Томонда
См. Короли Томонда